# Pomarańczarnia (jaskinia)

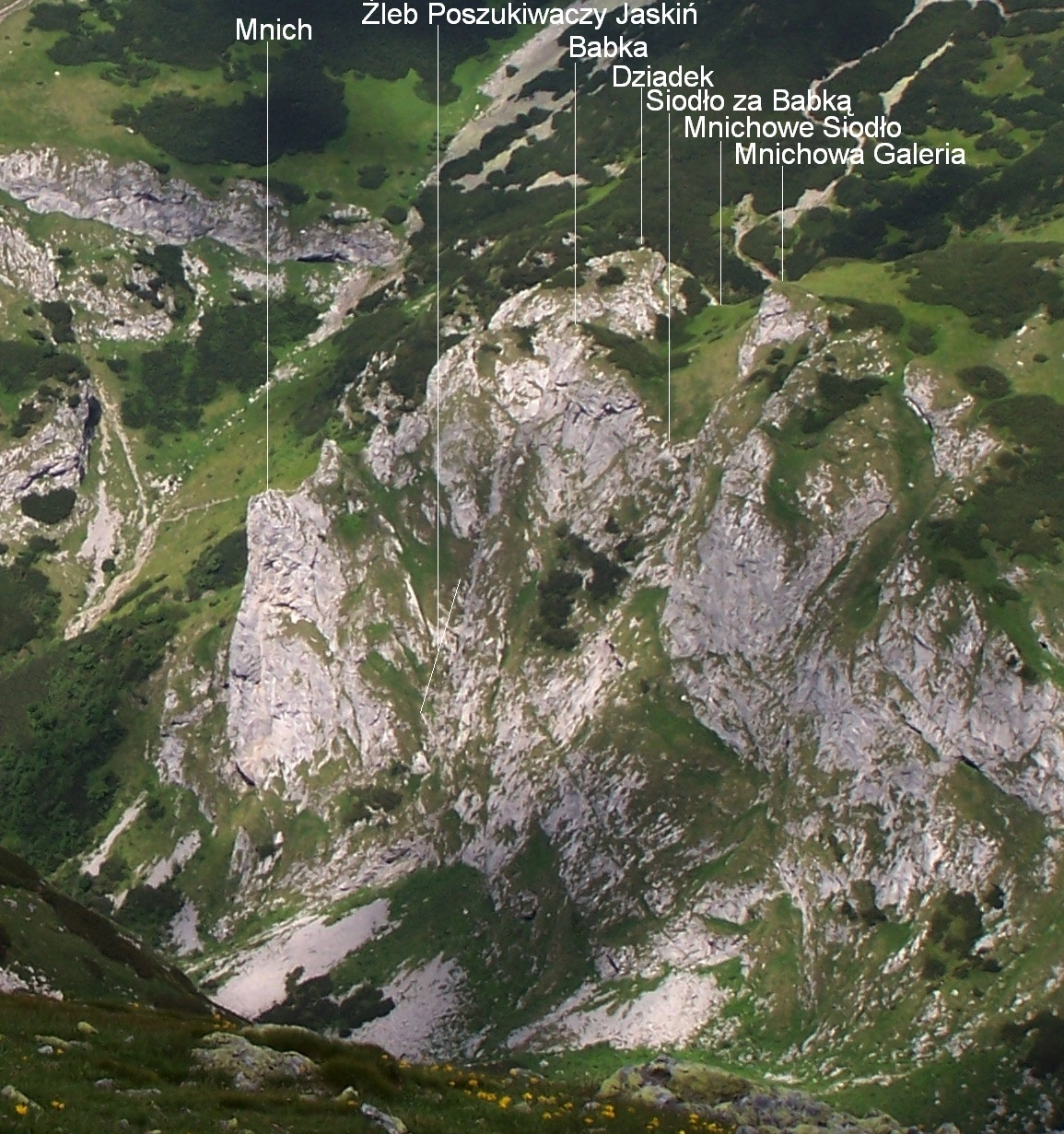
Mnichowe Turnie. Pośrodku Żleb Poszukiwaczy Jaskiń

Pomarańczarnia (Studnia w Babkach – Dziadkach, Szczelina Mnichowa) – jaskinia w Dolinie Małej Łąki w Tatrach Zachodnich. Wejście do niej znajduje się na wąskiej i trawiastej półce kilka metrów poniżej Mnichowego Siodła w Żlebie Poszukiwaczy Jaskiń opadającym do Niżniej Świstówki na wysokości 1655 metrów n.p.m. Długość jaskini wynosi 36 metrów, a jej deniwelacja 26 metrów.

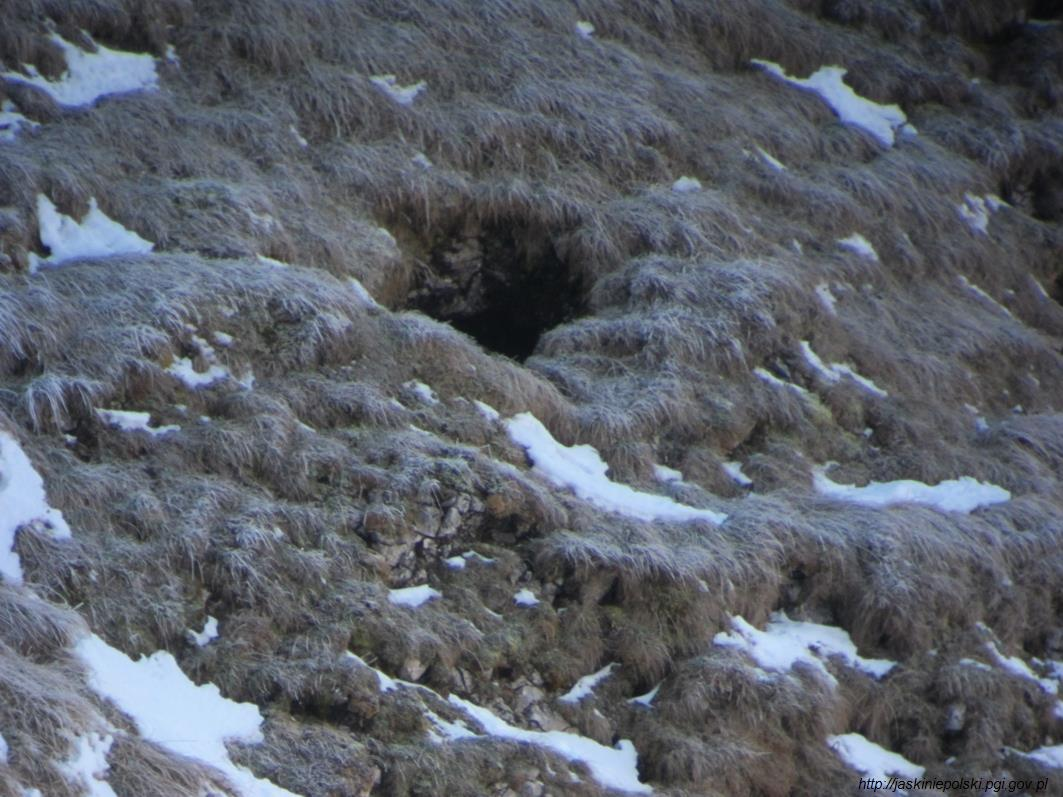
Otwór jaskini

## Opis jaskini
Jest to typowa jaskinia o ukształtowaniu pionowym. Stanowi ją 17,5-metrowa, szczelinowa studnia, do której z otworu wejściowego prowadzi korytarzyk przez niedużą salkę i z niej w dół do zacisku. W środkowej części studni odchodzą dwa niewielkie, ciasne kominki. Przeciskając się między wantami na  jej dnie można zejść jeszcze dwa metry niżej do głębokości - 26 metrów.

## Przyroda
Jaskinia prawdopodobnie łączy się przez dno studni z leżącą w pobliżu Chudą Mnichową Studnią.
Ściany są mokre. W salce rosną paprocie, mchy, glony i porosty.
Jaskinię zamieszkują nietoperze.

## Historia odkryć
Jaskinię odkrył w 1961 roku M. Lewandowski z STJ KW Kraków. W dniach 6–13 września 1965 roku grupa grotołazów z STJ dotarła do dna jaskini.